# ابوالحسن عاملی
ابوالحسن عاملی سیاست‌مدار ایرانی بود، که در دوره بیست و چهارم مجلس شورای ملی به عنوان نماینده کهگیلویه و بویزاحمد در مجلس شورای ملی حضور داشت.